# Пітонові
Пітонові (Pythonidae) — родина змій. Представники родини поширені в Африці, Азії та Австралії. Деякі види змій з цієї родини є одними з найбільших змій у світі. Родина налічує 10(11) родів та 38(40) видів.

## Опис
Пітони — не отруйні змії. Середня довжина пітонів — 5 м. Довжина деяких видів сягає 10 м. До цих змій належить пітон сітчастий, який довгий час вважався найбільшою змією у світі, пітон тигровий, довжина якого може сягати 9 м. В Африці мешкає карликовий пітон. Його довжина ледве сягає 1 м. 

## Поширення
Мешкають у тропічних зонах Африки, Південно-Східної Азії та Австралії.

## Особливості біології
Пітони населяють різноманітні тропічні біотопи, зокрема вологі та сухі ліси, савани, пустелі, напівпустелі з піщаними, глинястими та кам'янистими ґрунтами. Серед них є наземні (включно із риючими), деревні та водні форми. Активні переважно вночі та присмерках.
Належать до яйцекладних змій. Самиці відкладають звичайно до 20 яєць (окремі види до 100 яєць). Самиці окремих видів залишаються згорнутими коло своїх кладок кілька місяців, поки не вилупляться молоді пітончики.
Живляться пітони різними дрібними копитними, гризунами, мавпами, птахами та їх яйцями. Іноді вони навіть нападають на шакалів та леопардів. Свою жертву вони обвивають кільцями, спочатку душать, а потім заковтують.

## Систематика
Станом на 2024 рік описано 38(40) видів, об'єднаних у 10(11) родів:
- Antaresia
- Aspidites
- Bothrochilus
- Malayopython
- Liasis
- Leiopython
- Morelia
- Nyctophilopython
- Python
- Simalia

## Латинські назви-синоніми
| Латинські назви-синоніми | Латинські назви-синоніми |
| ------------------------ | ------------------------ |
| Pythonoidea              | 1826                     |
| Pythonoidei              | 1831                     |
| Holodonta                | 1832                     |
| Pythonina                | 1840                     |
| Pythophes                | 1843                     |
| Pythoniens               | 1844                     |
| Holodontes               | 1844                     |
| Pythonides               | 1844                     |
| Pythones                 | 1861                     |
| Pythonidae               | 1864                     |
| Peropodes                | 1874                     |
| Chondropythonina         | 1879                     |
| Pythoninae               | 1890                     |
| Pythonini                | 1990                     |
| Moreliini                | 1990                     |